# Kelurahan Serengsem
Kelurahan Serengsem är en administrativ by i Indonesien.   Den ligger i provinsen Lampung, i den västra delen av landet, 180 km väster om huvudstaden Jakarta.